# Quisisana

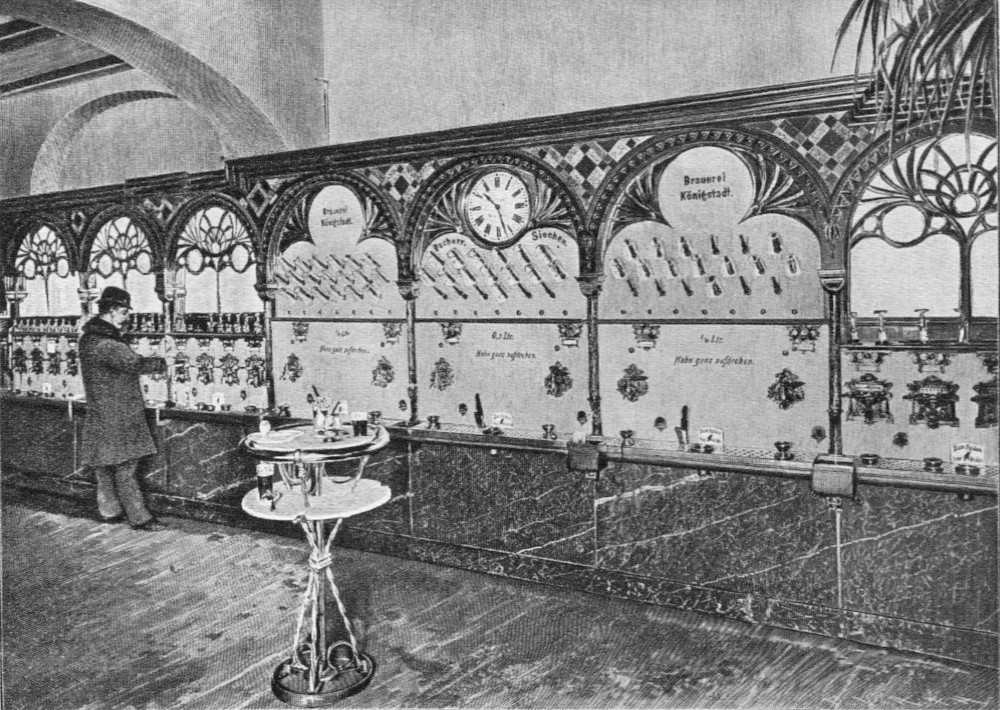
Blick in das Restaurant mit den Automaten

Quisisana war ein deutsches Unternehmen, das im Juni 1895 auf dem Gelände des Zoologischer Garten Berlin als weltweit erstes Automatenrestaurant eingerichtet wurde. Das Lokal galt als Erfolg und verkaufte am ersten Sonntag 5.400 belegte Brötchen, 9.000 Gläser Wein und Schnäpse und 22.000 Tassen Kaffee. Quisisana stellte auch Automaten und Geräte her, darunter einen Milchautomaten, der für den Einsatz in deutschen Schulen angepasst wurde.
Der Name Quisisana stammt von der Italienischen Redewendung qui si sana, was in etwa übersetzt „hier wird man geheilt“ oder „hier wird man gesund“ bedeutet.

## Geschichte und amerikanische Expansion
Nach der Einführung des ersten Automaten 1895 in Berlin und einer Vorführung der Technologie auf der Brüsseler Weltausstellung 1887 breitete sich das Konzept bald in anderen europäischen Städten wie Wien (1898) und Sankt Petersburg (1900) aus, während seine Entwickler dieses auch in den Vereinigten Staaten verbreiteten. Joseph Horn und Frank Hardart, die Besitzer des ersten Automaten in den Vereinigten Staaten, wurden vom Quisisana-Automatenrestaurant inspiriert, nachdem Hardart, der selbst bayerischer Herkunft war, im Jahr 1900 ein solches besucht hatte. Hardart überzeugte Horn dann angeblich davon, bei der Firma Quisisana selbst Automaten zu bestellen, um ihr bestehendes Angebot an Restaurants zu erweitern. In einigen Quellen heißt es jedoch, dass sie ihre Automaten im Jahr 1901 von einer Person namens Max Sielaff kauften, einem Verkäufer, der Automaten verkaufen wollte, die von einem deutschen Ingenieur der Automat GmbH entworfen wurden. Sielaff hatte angeblich seit 1898 die Partner zum Kauf von Automaten überredet und glaubte, dass Amerika für diese neue Technik aufgeschlossen sein würde.
Horn & Hardart war erfolgreich. Ihre Restaurants in mehreren amerikanischen Städten hatten bis zu 800.000 Kunden täglich. Der Verkaufsablauf, der nach außen „wie am Fließband“ funktionierte, benötigte viel Personal, um die verkauften Waren in den Fächern schnell zu ersetzen.

## Bezahlmethoden
In den Vereinigten Staaten bezahlten die Kunden die Mahlzeiten, indem sie größere Geldbeträge an einer Kasse in Wechselgeld umtauschten. Diese zeigte die Beträge nicht an, um die Ausgabegewohnheiten des Gastes nicht zu enthüllen. In Österreich hingegen existierte für das Restaurant in der Kärntner Straße (möglicherweise auch neben Bargeld) ein System von Wertmarken mit der Aufschrift „Automaten Buffet, Quisisana“ auf der Vorderseite und „Centrale Wien-I, Kärtnerstr. 57“ auf der Rückseite, was sich auf Nr. 57, Kärntnerstraße, Bezirk 1, Wien bezieht.
Es gab auch Wertmarken mit einer unbekannten Illustration auf der Rückseite anstelle der Schrift, was darauf schließen lässt, dass diese von verschiedenen Quisisana-Automaten verwendet wurden. Auch der ursprüngliche Automat in Berlin verwendete angeblich ausschließlich Wertmarken. Ob dieses Wertmarkensystem auch in anderen Lokalen in Europa galt, oder ob es den Automatenbuffets in Deutschland und Österreich vorbehalten war, ist nicht bekannt.